# Пинху
Пинху́ (кит. упр. 平湖, пиньинь Pínghú) — городской уезд городского округа Цзясин провинции Чжэцзян (КНР).

## История
Во времена империи Мин в 1430 году северо-восточная часть уезда Хайянь была выделена в отдельный уезд Пинху (平湖县).
После образования КНР в 1949 году был создан Специальный район Цзясин (嘉兴专区), и уезд вошёл в его состав. В 1958 году был расформирован уезд Хайянь, и часть его земель вошла в состав уезда Пинху, но в 1961 году уезд Хайянь был воссоздан.
В 1973 году Специальный район Цзясин был переименован в Округ Цзясин (嘉兴地区).
В октябре 1983 года был расформирован округ Цзясин, а вместо него были образованы городские округа Цзясин и Хучжоу; уезд вошёл в состав городского округа Цзясин.
В июне 1991 года уезд Пинху был преобразован в городской уезд.

## Административное деление
Городской уезд делится на 3 уличных комитета и 6 посёлков.

## Экономика
Пинху является центром производства детских транспортных средств, поставляя 70 % детских электромашин в мире. По состоянию на 2024 год в Пинху работало свыше 300 предприятий, которые ежегодно производили более 10 млн миниатюрных транспортных средств для детей и экспортировали свою продукцию в более чем 100 стран и регионов мира (в том числе для Walmart, Sam’s Club, Disney и Angry Birds). 